# Herb Słomnik
Herb Słomnik – jeden z symboli miasta Słomniki i gminy Słomniki w postaci herbu.

## Wygląd i symbolika
Herb przedstawia srebrną (białą) postać św. Michała Archanioła, ze złotym nimbem, trzymającego w prawej ręce srebrny miecz, a w lewej złotą wagę. Godło umieszczono w błękitnej tarczy herbowej typu gotyckiego.
Błękit to kolor maryjny i niebiański, a także barwa pola tarczy herbu Leliwa, którym pieczętowały się m.in. rody Tarnowskich i Wodzickich. Barwa błękitna to także kolor nieba, prawdy, lojalności, wierności, stałości i powietrza. Złoto (żółcień) symbolizuje Boski majestat, a także króla — jako Pomazańca Bożego, objawienie Ducha Świętego oraz szlachetność. Srebro (biel) to symbol czystości, uczciwości, pokoju i wody.

## Historia
Godło herbowe znane jest z pieczęci miejskich i wójtowskich począwszy od I połowy XVI wieku. Nieznana jest symbolika godła, gdyż w Słomnikach nie ma parafii pod wezwaniem św. Michała. Prawdopodobnie jest to patron miasta lub któregoś ze słomnickich cechów.